# The Wash
Pour les articles homonymes, voir Wash.
The Wash est un estuaire de forme approximativement carrée qui s’ouvre sur la côte orientale de l'Angleterre, entre le Norfolk et le Lincolnshire. Quatre rivières s'y jettent dans la mer du Nord : la Witham, la Welland (en), la Nene et la Great Ouse. En raison de son rôle dans les migrations aviaires, la baie est un site d'intérêt scientifique particulier des comtés de Norfolk et de Lincolnshire.

## Géographie
Le Wash forme une profonde indentation de la côte est de l'Angleterre, à la jonction du littoral arrondi d’East Anglia et de celui, rectiligne, du Lincolnshire. C’est une grande baie formée de la jonction à angle droit de trois côtés quasi-rectilignes, de 25 kilomètres de longueur chacun. La côte orientale du Wash se trouve en totalité dans le comté de Norfolk, et s’étend de Hunstanton au nord jusqu’à l’embouchure de la Great Ouse à King's Lynn au sud. La côte opposée, entièrement située dans comté de Lincolnshire, est à peu près parallèle à la côte orientale et s’étend de Gibraltar Point à l'embouchure de la Welland. La côte méridionale, dirigée suivant un axe nord-ouest/sud-est, connecte les deux estuaires tout en contenant l'embouchure d'une troisième rivière, la Nene.
L'arrière-pays du Wash, une plaine déprimée essentiellement marécageuse, forme les Fens, immense région marécageuse commune aux comtés de Lincolnshire, de Cambridgeshire et de Norfolk.
Les dépôts de sédiments et la poldérisation ont largement affecté le trait de côte au fil de l'histoire ; plusieurs villes qui se trouvaient naguère au bord de la mer (comme King's Lynn) sont aujourd'hui à l'intérieur des terres. Une bonne partie du pays est sous le niveau de la mer, avec de grand bancs de sable (Breast Sand, Bulldog Sand, Roger Sand, et Old South Sand) submergés à marée haute, notamment sur la côte sud. Pour cette raison, la navigation dans la baie de Wash est dangereuse, et un bateau-phare indique le chenal menant de Lynn, le seul reliant la Mer du Nord au littoral sud.

## Température de l'eau
L'amplitude thermique annuelle de l'eau de la baie est remarquablement grande. En hiver, les courants froids de la Mer du Nord font approcher la température de 0 °C, tandis qu'en été, par temps chaud soutenu et du fait de la convection de l'air, elle dépasse légèrement 20 °C. Ce micro-climat, typique des lagunes, est ici accentué par l'amplitude des marées.

## Orogenèse

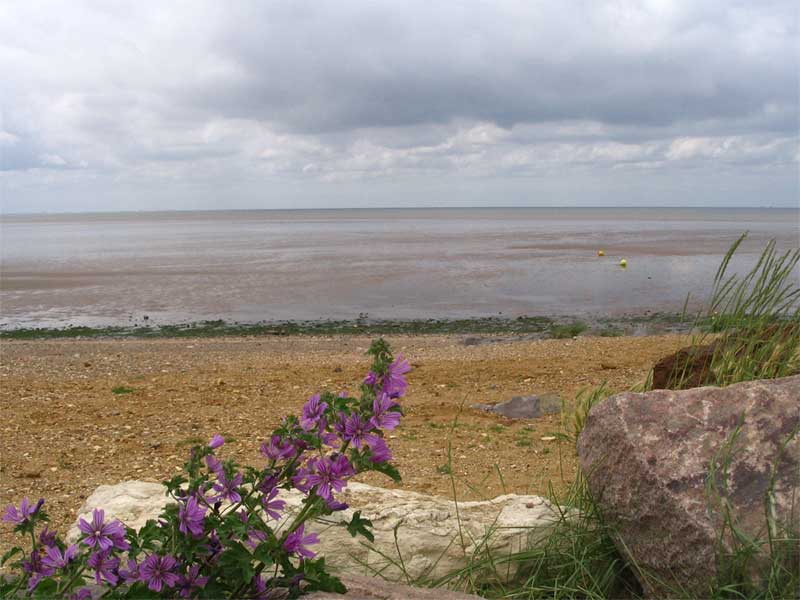
Le Wash, gravière de Hisham (près de Hunstanton), en regardant vers l'ouest.

À la fin de la dernière glaciation, alors que le niveau de la mer était encore plus bas qu'il ne l'est aujourd'hui, les lits de la Witham, la Welland, la Glen, la Nene et la Great Ouse formaient encore une seule vallée.
La grande vallée de ce qui est aujourd'hui le Wash n'est pas née d'une rivière interglaciaire, mais de la migration à contre-pente des glaciers scandinaves de la glaciation de Riss et de la glaciation de Würm sur la côte actuelle, qui ont formé des vallées tunnels dont, entre autres, le Silver Pit. C'est d'ailleurs à ce mécanisme que le Silver Pit doit sa profondeur (qui se compte en mètres) et l'étroitesse de son lit mineur. Lorsque la vallée tunnel fut libre de glaciers et d'eau de mer, la rivière vint y tracer son lit, empêchant l'accumulation de sédiments, contrairement aux autres vallées tunnel. Mais la communication avec la mer donne l'impression que la vallée a été créée par l'action des courants marins. Bien qu'au cours de l’Éémien, la Wash ait emprunté le chenal d'écoulement de Silver Pit, cette vallée tunnel n'a pu être formée à ce moment car la direction de son lit contredit cette hypothèse.

## Faune
Le Wash est une zone de protection spéciale (ZPS) selon la législation de l’Union européenne. Elle comporte de grandes étendues de schorres (marais salins), de vastes estrans et des lagunes traversées de petits chenaux. On a percé la digue de Freiston en trois secteurs, tant pour accroître l'alimentation en eau salée et étendre ainsi l’habitat des oiseaux limicoles, que pour limiter l'effet des crues des rivières. Les fosses de la lagune et la flore qui s'y développe contribuent à dissiper l’énergie cinétique de l'eau : cette initiative témoigne des recherches de développement durable en génie maritime, fondées sur le recours à des techniques douces. Dans le même ordre d'idées, on a favorisé les habitats de type lagune saumâtre.

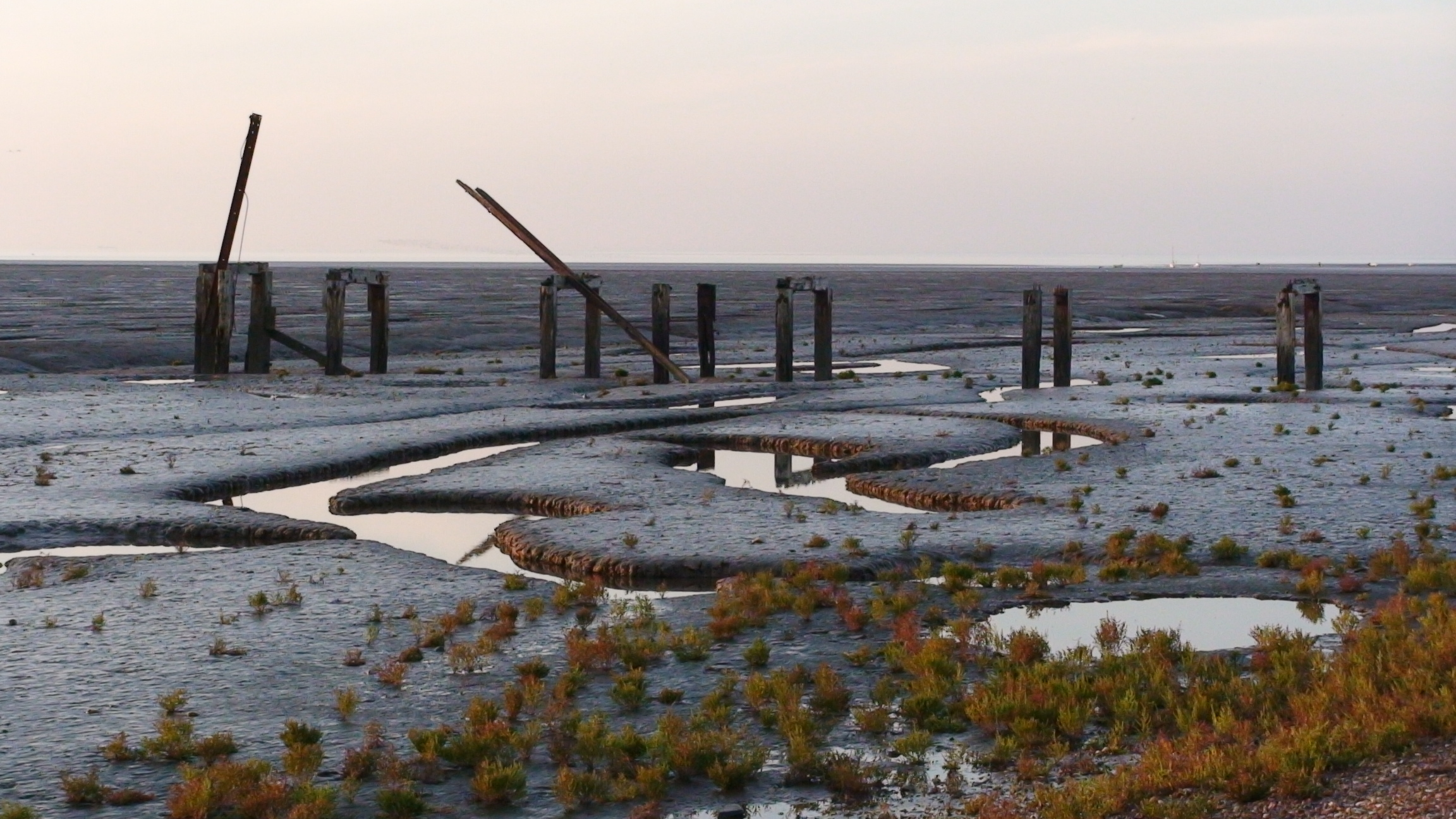
Vestiges de l'appontement militaire de Snettisham, zone gérée par la Société royale pour la protection des oiseaux.

Sur le littoral oriental du Wash, on se trouve face aux basses falaises crayeuses de Hunstanton avec leur litage de craie rouge, et aux gravières de Snettisham, qui constituent un important refuge pour les limicoles à marée haute. Cette zone de protection spéciale rejoint la North Norfolk Coast Special Protection Area.
Au nord-ouest, le Wash va jusqu'à Gibraltar Point, une autre zone de protection spéciale.
La baie est site d'intérêt scientifique particulier des comtés de Norfolk et de Lincolnshire.
La nature confinée des habitats du Wash conjuguée à la forte amplitude des marées permettent aux crustacés et aux mollusques, notamment les crevettes, les coques et les moules de se développer. Quelques palmipèdes, par ex. l’huîtrier pie, se nourrissent de coquillages. C'est aussi une aire de reproduction cruciale pour les sternes communes, et une réserve de chasse pour les busards des roseaux. Les oiseaux migrateurs, comme l’oie sauvage, le canard et les limicoles viennent dans le Wash par grandes colonies pour hiberner, avec un effectif total de 400 000 sujets simultanément. On estime à près de deux millions le nombre d’oiseaux qui se nourrissent ou nichent dans la baie au cours de leurs migrations annuelles.
Le Wash est reconnu d'importance internationale pour 17 espèces d'oiseaux : l’oie à bec court, la bernache cravant à ventre noir, le tadorne de Belon, le canard pilet, l’huîtrier pie, le pluvier grand-gravelot, le pluvier argenté, le pluvier doré, le vanneau huppé, le bécasseau maubèche, le bécasseau sanderling, le bécasseau variable, la barge à queue noire, la barge rousse, le courlis cendré, le chevalier gambette et le tournepierre à collier.

## Le trésor du roi Jean
Un événement reste associé à la baie du Wash dans l'histoire de l'Angleterre : la perte des régalia du roi Jean. Selon les chroniques, ce dernier se rendait de Spalding (dans le Lincolnshire) à Bishop's Lynn (dans le Norfolk), lorsqu'il tomba malade et décida de rentrer. Tandis qu'il prenait la route de Wisbech, il fit transporter ses meubles, dont le trésor de la Couronne, par la chaussée et le gué de Wellstream ; or cette route n'est praticable qu'à marée basse : les chariots attelés traversèrent trop lentement devant la marée montante, et plusieurs d'entre eux furent perdus. Un rapport publié en 2008 par le géologue britannique Simon Haslett et le géologue australien Ted Brayant y voit l'action d'un tsunami, car les chroniques mentionnent une marée anormalement brutale.
On suppose aujourd'hui que l'accident s'est produit aux abords de Sutton Bridge, sur la Nene. Le nom de la rivière a changé du fait du détournement de la Great Ouse au XVIIe siècle, et « Bishop's Lynn » s'appelle aujourd'hui King's Lynn à la suite de la réforme religieuse de Henri VIII.
Mais l'astronomie permet de retrouver les coefficients de marée à la date indiquée et il est très probable que, les voyages s'effectuant à l'époque de jour uniquement, le sinistre se soit produit au passage de la Welland, dont l’estuaire est à Fosdyke.
Mais une autre hypothèse (apocryphe) est que Jean aurait laissé ses bijoux en gage à Bishop's Lynn et aurait simulé leur disparition. Quoi qu'il en soit, le monarque passa la nuit suivante (celle du 12 au 13 octobre 1216), à l’abbaye de Swineshead, puis gagna Newark-on-Trent et mourut dans la nuit du 18 au 19 octobre de la dysenterie qu'il avait contractée dans la région.

## Source
- (en) Cet article est partiellement ou en totalité issu de l’article de Wikipédia en anglais intitulé « The Wash » (voir la liste des auteurs).